# Diglotta mersa
Diglotta mersa är en skalbaggsart som först beskrevs av Alexander Henry Haliday 1837.  Diglotta mersa ingår i släktet Diglotta, och familjen kortvingar. Arten har ej påträffats i Sverige.